# Джованні Точчі
Джованні Точчі (італ. Giovanni Tocci, 31 серпня 1994) — італійський стрибун у воду.
Учасник Олімпійських Ігор 2016, 2020 років.